# عملات غوريو

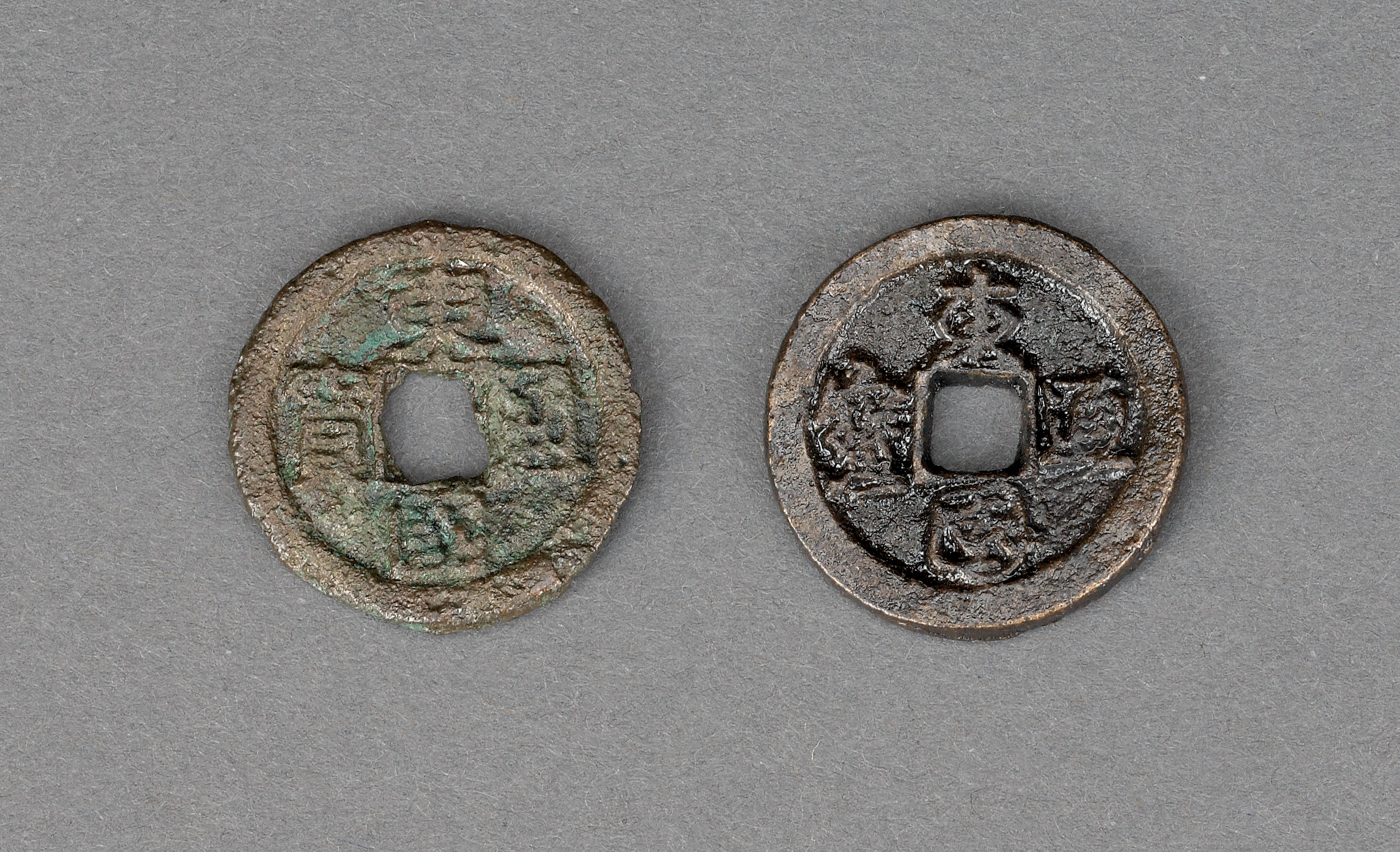
اثنان دونجوك تونجبو عملات نقدية

استخدمت مملكة غوريو عملات متنوعة خلال حكمها الذي دام قرابة خمسة قرون في شبه الجزيرة الكورية. واستُخدمت النقود السلعية والمعدنية، غالبًا بالتزامن، في "نظام عملة هجين": تألفت النقود المعدنية من عملات معدنية، صينية وكورية، وعملات فضية. أما النقود الورقية، فقد استُخدمت في أواخر عصر غوريو.
كانت غوريو أول دولة كورية تسك عملاتها المعدنية الخاصة. ومن بين العملات المعدنية التي أصدرتها غوريو، مثل دونغ غوك تونغبو وسامهان تونغبو وهايدونغ تونغبو، هناك حوالي مائة نوع مختلف معروف. فشلت العملات المعدنية في الانتشار على نطاق واسع، بينما استُخدمت العملات الفضية حتى نهاية غوريو. كانت عملة أونبيونغ، وهي عملة فضية على شكل شبه الجزيرة الكورية، متداولة لمدة 300 عام تقريبًا، ووفقًا لبنك كوريا، فإنها تحتل مكانة مهمة في تاريخ العملة الكورية ‏. تمتعت غوريو بالاستقرار النقدي حتى أواخر القرن الثالث عشر، لكنها عانت من عدم الاستقرار النقدي مع إدخال العملة الورقية من أسرة يوان.

## التاريخ

### الفترة المبكرة
كانت العملات الرئيسية المستخدمة في غوريو بعد تأسيسها هي الأموال الصينية، مثل عملات أسرتي تانغ وسونغ، وأموال السلع ‏، مثل القماش ((الكورية: 포화؛ هانجا: 布貨) ). لم يكن لدى مملكة غوريو عملة قانونية موحدة، وكانت كل منطقة يحكمها هوجوك شبه المستقل ((الكورية: 호족؛ هانجا: 豪族)) اللوردات الإقليميون، استخدموا عملة مختلفة.
بعد تدمير الخيتان لمملكة بالهاي، التي اعتبرتها غوريو دولة قرابة، أعلن تايجو ملك غوريو حظرًا على تداول جميع العملات المعدنية في عام 942. وكان هذا لإقرار التجارة مع الخيتانيين المكروهين، الذين استخدموا النقود المعدنية، وحماية احتياطيات غوريو المعدنية. بالإضافة إلى ذلك، أعدت غوريو نفسها للصراع مع إمبراطورية الخيتان. يشير حظر تايجو في عام 942 إلى أنه إلى حد ما، كانت العملات المعدنية متداولة في غوريو. وبعد الحظر، أصبح الأرز والقماش وسيلة التبادل. وبالمثل، كان القماش وسيلة التبادل للمعاملات اليومية في سلالة لياو وسلالة جين. وخلال هذه الفترة في غوريو، حققت الزراعة إنتاجية عالية وتحسنت مستويات المعيشة؛ مكّن إنتاج الأرز والمنسوجات مملكة غوريو من زيادة قوتها العسكرية. استمر الحظر على العملات المعدنية حتى عام 996، بعد ثلاث سنوات من استئناف غوريو للعلاقات الدبلوماسية مع سلالة لياو.
في عام 996، سك سونغجونغ ملك غوريو عملات حديدية للتجارة مع الخيتانيين، الذين استخدموا العملات الحديدية. ربما إصدرت العملات لتعزيز المركزية. بقدر ما يمكن إثباته، لم تنقش العملات الحديدية. بذلت الحكومة العديد من الجهود لتعزيز استخدام العملات المعدنية بدلاً من أموال السلع؛ في عام 997، حظر موكجونغ ملك غوريو الاستخدام النقدي لقماش القنب، والذي كان في ذلك الوقت العملة الأكثر استخدامًا على نطاق واسع في المعاملات اليومية. ومع ذلك، بسبب المعارضة، بما في ذلك من النبلاء، ألغت الحكومة الحظر وغيرت سياستها في عام 1002: أوقف توزيع العملات المعدنية و سمح للجمهور باستخدام أي عملة. وفي الوقت نفسه، استمر استخدام العملات المعدنية في محلات الشاي والنبيذ (茶酒店) والمطاعم.
"جيونوون جونغبو"، وهي عملة حديدية منقوش عليها جيونوون جونغبو ( (الكورية: 건원중보؛ هانجا: 乾元重寶) ) ) على جانب واحد و دونغجوك ( (الكورية: 동국؛ هانجا: 東國) ) على الجانب الآخر، نقب عنها من مقبرة غوريو في محيط كايسونغ، عاصمة غوريو، في أوائل العقد الأول من القرن العشرين؛ وقد اكتشفت مع عملات جيونوون جونغبو البرونزية، ودونغجوك تونغبو، ودونغجوك جونغبو. ومع ذلك، فإن علاقتها بالعملات الحديدية لغوريو التي سُكت عام 996 مثيرة للجدل. يقول غاري أشكينازي من "Primal Trek" إن جيونوون جونغبو لم يُذكر في المصادر التاريخية الكورية ولم يُفهرس حتى عام 1938 في Tōa senshi ‎ (東亞錢志) بواسطة ماساهيرو أوكودايرا، حيث يُنسب إلى غوريو.
في كوريا، يُعتبر جيونوون جونغبو عملة غوريو. العملة الأصلية، والتي تُسمى تشيان يوان تشونغباو بالصينية، يعود تاريخها إلى عام 759 خلال عهد أسرة تانغ؛ وعلى النقيض من ذلك، نُقش على جيونوون جونغبو اسم دونغ غوك على ظهرها. كان دونغ غوك أحد أسماء غوريو العديدة، إلى جانب سامهان وهايدونغ ودونغ بانغ وتشيونغو. ووفقًا لجون سيونغ هو من أكاديمية الدراسات الكورية: "بما أنه لا يمكن تغيير العملات المعدنية المصبوبة، فلا يمكن إعادة صك العملة مع الحفاظ على نقش تانغ. وعلى الأرجح، كانت العملة فئة ثقيلة صكتها دار سك العملة [غوريو] في أواخر القرن العاشر." علاوة على ذلك، فإن عملات غوريو وتانغ لها تركيبة معدنية مختلفة.
في الصين، يُنظر إلى جيونوون جونغبو على أنها عملة غوريو أو عملة بالهاي. يمثل كتاب "توا سينشي" الذي نُشر عام 1938 وجهة نظر "عملة غوريو". يقول وانغ زويوان، أحد مؤيدي وجهة نظر "عملة بالهاي" الأحدث، إن بالهاي كانت دائمًا على علاقات وثيقة مع أسرة تانغ وكانت مدعومة بقوة سياسيًا واقتصاديًا وثقافيًا وعسكريًا؛ لذلك، يستنتج أن بالهاي، المعروفة أيضًا باسم "هايدونغ شينغو" (海東盛國)، سكّت جيونوون جونغبو لإظهار ولائها لأسرة تانغ في عهد الإمبراطور سوزونغ ‏ ( r. 756–762 ). ومع ذلك، لم ينقب عن عملات بالهاي. يقول ألكسندر أليكسيفيتش كيم: "إحدى الحجج التي يستخدمها الصينيون كثيرًا عندما يصفون [بالهاي] بأنها "قوة إقليمية لإمبراطورية تانغ" هي غياب عملات [بالهاي] المعدنية." يزعم علماء الآثار الروس أن بالهاي ربما استخدمت عملة أجنبية، كما فعلت العديد من الدول المستقلة والمتقدمة.
| الهانغول      | ماكيون-رايشاور         | الرومنة المنقحة        | صورة الوجه | الصورة العكسية |
| ------------- | ---------------------- | ---------------------- | ---------- | -------------- |
| 건원중보 동국 | كونوين تشونغبو تونغكوك | جيونوون جونغبو دونغجوك |            |                |

### الفترة الوسطى

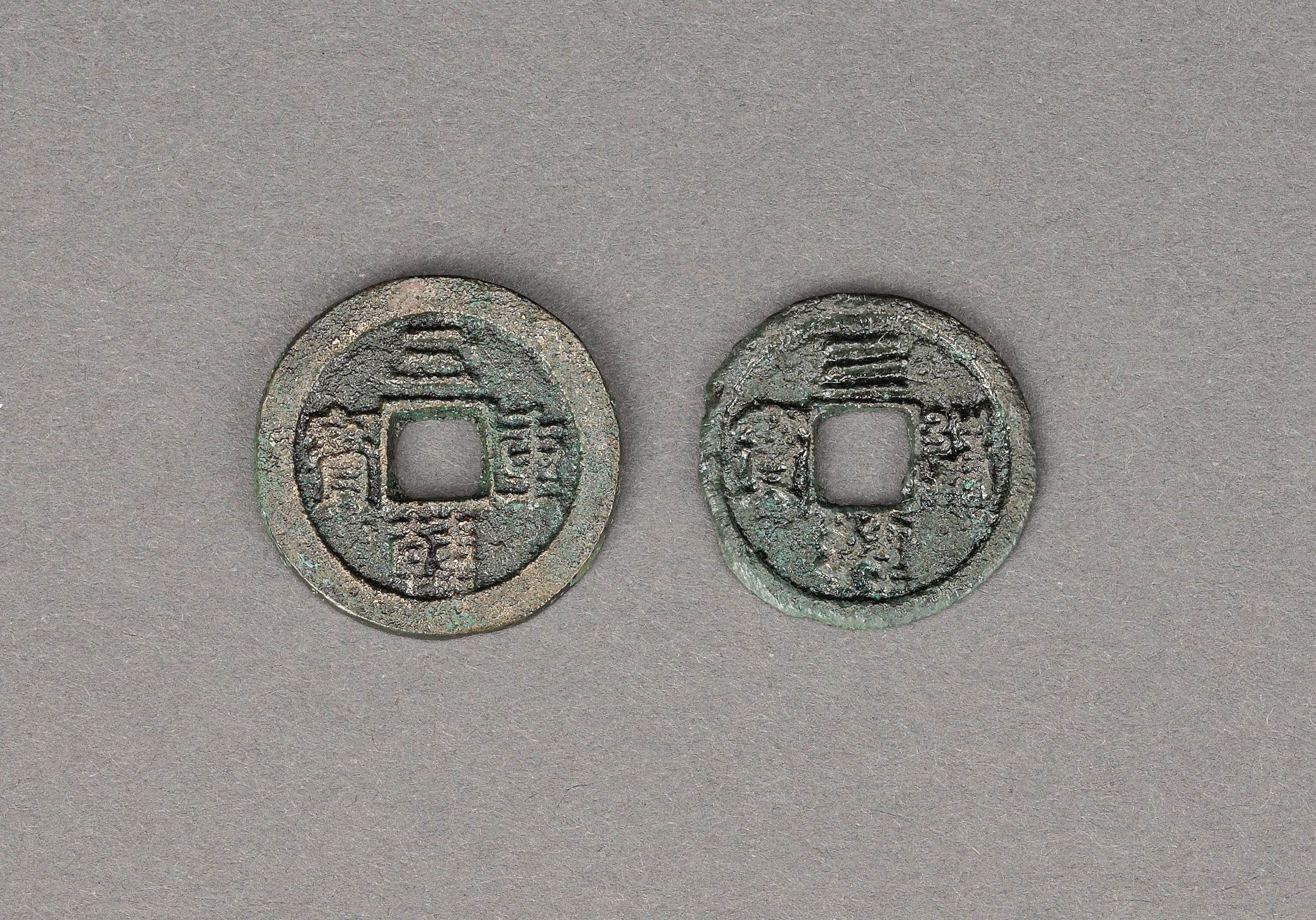
سامهان جونجبو وسامهان تونجبو

أصدرت مملكة غوريو عملات جديدة في عهد سوكجونغ ملك غوريو ( r. 1095-1105 ) بناءً على مقترحات الراهب البوذي أويتشون والضابط العسكري يون كوان ‏. دافع أويتشون، الذي كان الأخ الأصغر لسوكجونغ، عن تطبيق اقتصاد نقدي، بعد أن اختبر ملاءمته وكفاءته في عهد أسرة سونغ. علاوة على ذلك، كان الهدف من إصلاحه المقترح هو مركزية التجارة والاقتصاد، اللذين كانا تحت سيطرة النبلاء. أنشأ أويتشون مكتبًا لسك العملة في عام 1097؛ سكت العملات المعدنية، التي سميت على اسم ألقاب مملكة غوريو ‏، مثل دونغ غوك تونغبو وسامهان تونغبو وهايدونغ تونغبو، وتداولها لاحقًا. بدءًا من عام 1101، عملة فضية ذات شكل فريد تسمى أون بيونغ ( (الكورية: 은병؛ هانجا: 銀甁))، والتي تعني "مزهرية فضية" باللغة الكورية، صبت وتداولوها.
كانت عملات غوريو البرونزية تشبه عملات شرق آسيا القياسية في ذلك الوقت، ولكنها اختلفت في أنها كانت منقوش عليها اسم وطني بدلاً من اسم العصر ‏. روج سوكجونغ بنشاط لاستخدام العملات المعدنية. بعد تأخير دام خمس سنوات بسبب المعارضة، سك 15000 غوان (أو 15 مليون قطعة) من هايدونغ تونغبو في عام 1102. كانت غوريو قد تداولت العملات المعدنية في الماضي، ولكن هذا كان أول تداول على نطاق واسع. سيخواجي ((الكورية: 식화지؛ هانجا: 食貨志)) في تاريخ غوريو يقول: "لا يوجد شيء أهم من سك العملات المعدنية، والذي قد يفيد بلدنا ويثري الشعب... والآن فقط أصدرنا مراسيم بشأن سك العملات المعدنية." ولتعزيز استخدامها، وزعت العملات المعدنية المسكوكة حديثًا على المسؤولين الحكوميين والجنود، و إنشئت متاجر جديدة في العاصمة؛ وفي عام 1104، أُمرت الولايات والمحافظات بفتح متاجر نبيذ ومطاعم جديدة. توفي سوكجونغ عام 1105. وفي العام التالي، قوبلت سياسته النقدية بمقاومة شديدة من المسؤولين في كل من الحكومة المركزية والحكومات الإقليمية. وعلى الرغم من المعارضة، ضاعف ييجونغ ملك غوريو من سياسة سوكجونغ النقدية عام 1112. ومع ذلك، فشلت العملات المعدنية في النهاية في اكتساب استخدام واسع النطاق في غوريو. من ناحية أخرى، استخدمت العملة الفضية بشكل مستمر حتى نهاية الأسرة. لاحظ شو جينغ، مبعوث أسرة سونغ الذي زار جوريو في عام 1123، استخدام عملة ínbyŏng، ولكن ليس العملات المعدنية.
"أونبيونغ" "المزهرية الفضية"، والتي يطلق عليها شعبيًا اسم هوالجو ( (الكورية: 활구؛ هانجا: 闊口) ) لفمه العريض، ختم بختم حكومي و إصدر لأول مرة في عام 1101. صنع بـ geun واحد ( (الكورية: 근؛ هانجا: 斤) ) من الفضة ومصممة لتشبه المخطط الخرائطي لشبه الجزيرة الكورية. صنع ŭnbyŏng بسبب التصنيع غير القانوني للعملة الفضية؛ حظرت جميع العملات الفضية الأخرى من قبل الحكومة. كعملة مستقرة وموحدة، استخدمت ŭnbyŏng في جميع أنحاء المملكة في كل من المالية العامة والتجارة الخاصة؛ كما استخدمت لدفع الضرائب. استخدمت ŭnbyŏng على نطاق واسع كعملة من قبل النبلاء، بينما استخدمت الحبوب والقماش من قبل عامة الناس. علاوة على ذلك، استخدم ŭnbyŏng بشكل أساسي في المعاملات الكبيرة. وفقًا لجون سيونغ هو: "لمدة 150 عامًا تقريبًا من أوائل القرن الثاني عشر إلى منتصف القرن الثالث عشر، كانت الفضة هي العملة الرئيسية [لغوريو]." استُخدمت الفضة كعملة قبل صنع عملة ínbyŏng. وقد تقدم علم المعادن الفضية الكوري، وصدر الكوريون الفضة، ربما في شكل سبائك، إلى الجورتشن في منتصف القرن العاشر؛ و صدرت علم المعادن الفضية الكوري إلى الجورتشن في عام 1102. وظلت عملة ínbyŏng العملة الفضية الموحدة الوحيدة في شرق آسيا حتى القرن السادس عشر مع بداية طفرة تعدين الفضة في اليابان، التي مكنتها إدخال الكأسية من كوريا في عام 1533.
كانت غوريو فترة ازدهار تجاري، وشاركت غوريو بنشاط في النشاط التجاري مع أسرة سونغ خلال القرنين الحادي عشر والثاني عشر. تداولت عملات أسرة سونغ في العديد من أجزاء آسيا. كما استوردت غوريو عملات معدنية من أسرة سونغ؛ حيث نقب عن عملات من أسرة سونغ أكثر من عملات غوريو المعدنية في كوريا. ومع ذلك، لم تُستخدم بالضرورة كعملة، بل كقربان ديني أو خير قبر. في عام 1199، حظرت حكومة سونغ تصدير العملات المعدنية إلى غوريو واليابان.

### الفترة المتأخرة
شهدت غوريو مجاعة فضية في القرن الثالث عشر بسبب الغزوات المغولية. وبحلول أواخر القرن الثالث عشر، استنفدت غوريو معظم فضتها على يد أسرة يوان. وبدءًا من حكم تشونغنيول ملك غوريو ‏، تولت أسرة يوان السيطرة على النظام النقدي لغوريو وفرضت عملتها الورقية؛ وبالتالي، فقدت غوريو سيادتها النقدية. أدى إدخال عملة جديدة إلى إلغاء العملة النقدية في الاقتصاد.
أدى نقص الفضة في غوريو إلى انخفاض قيمة العملة الفضية وتزويرها؛ واجهت حكومة غوريو مشاكل مع أونبيونغ. "مكتب أسواق العاصمة" في غوريو ( (الكورية: 경시서؛ هانجا: 京市署) ) قاموا بتعديل قيمة ŭnbyŏng سنويًا وفقًا للحصاد؛ في عام 1282، حددت قيمة ŭnbyŏng واحد عند 15 إلى 16 seok ( (الكورية: 석؛ هانجا: 石) ) من الأرز في العاصمة و18 إلى 19 سوكًا من الأرز في المحافظات. أدت القيمة العالية لـ ŭnbyŏng إلى استخدام سبائك الفضة المسماة "swaeŭn" ((الكورية: 쇄은؛ هانجا: 碎銀)) كعملة، والتي كانت تُقدر قيمتها بناءً على الوزن. ومع ذلك، فقد مُنعت في عام 1287 بسبب ظهور العملات المزيفة الممزوجة بالنحاس. كما زورت عملة ŭnbyŏng، وكان ذلك منذ إنشائها؛ حيث أصبحت عملة ŭnbyŏng أقل قيمة بشكل متزايد باستخدام النحاس، انخفضت قيمتها، وبحلول عام 1328 انخفضت قيمة عملة ŭnbyŏng واحدة من أعلى مستويات الجودة إلى 10 قطع من القماش. في عام 1331، ألغت حكومة غوريو عملة ŭnbyŏng واستبدلتها بعملة "so ŭnbyŏng" المصغرة ( (الكورية: 소은병؛ هانجا: 小銀甁))، والتي قيمت بـ 15 قطعة قماش.
إدخلت العملة الورقية اليوانية إلى غوريو في عام 1270. في عام 1287، أصدرت أسرة يوان مرسومًا يقضي باستخدام عملة Zhiyuan baochao ((الكورية: 지원보초؛ هانجا: 至元寶鈔)) و تشونغتونغ باوتشاو ((الكورية: 중통보초؛ هانجا: 中統寶鈔)) في غوريو. حوالي 100000 جونغ ((الكورية: 정؛ هانجا: 錠)) من الباوتشاو تداولوها في غوريو. استخدم الباوتشاو على نطاق واسع في التجارة مع أسرة يوان. أثناء غزواتها لليابان، دفعت أسرة يوان ثمن السفن والجنود في غوريو بأموال الباوتشاو الورقية. وفقًا لهون تشانغ لي من قسم الاقتصاد بجامعة كوريا، فإن تدفق العملة الورقية وتدفق العملة الفضية أضر بتطور العملة في كوريا. وفي الوقت نفسه، صدرت أسرة يوان كميات كبيرة من العملات المعدنية إلى اليابان، التي لم تسك عملاتها المعدنية الخاصة منذ أواخر القرن العاشر. في حطام سفينة سينان عام 1323، نقل ما يقرب من 28 طنًا من العملات المعدنية عن طريق السفن من الصين إلى اليابان قبل غرقها قبالة سواحل شبه الجزيرة الكورية.
إلغيت العملة الورقية اليوانية في عام 1356 مع استقلال غوريو عن أسرة يوان. بدلاً من ذلك، استخدمت العملة الفضية وقماش القنب المختوم بخاتم الحكومة كعملات. خلال نهاية فترة غوريو، كان النظام النقدي في حالة من الفوضى، وانخفضت قيمة العملات المختلفة. وبالتالي، في عام 1391، قدمت الحكومة الكورية نظامًا نقديًا جديدًا يتكون من كل من العملة المعدنية ( (الكورية: 전화؛ هانجا: 錢貨؛ ر.ك.م.: Jeonhwa) ) والعملة الورقية ( (الكورية: 저화؛ هانجا: 楮貨؛ ر.ك.م.: Jeohwa)). انتقلت سلالة غوريو إلى سلالة جوسون في عام 1392. واستمر استخدام عملة جوهوا الورقية خلال فترة جوسون المبكرة. وفي الوقت نفسه، انتهى عهد أونبيونغ أخيرًا في عام 1408 بعد 300 عام. اكتشفت عينة من "سو أونبيونغ" المصغرة، والتي يُفترض أنها تعود إلى أواخر فترة غوريو، وهي موجودة حاليًا في متحف بنك كوريا للعملات ‏، ولكن لم يعثر على عينة من أونبيونغ الأصلية الأكبر حجمًا بعد.

## قائمة عملات غوريو النقدية حسب النقش
| نقش      | الهانغول | ماكيون-رايشاور  | الرومنة المنقحة | النصوص                                                                  |
| -------- | -------- | --------------- | --------------- | ----------------------------------------------------------------------- |
| 東國通寶 | 동국통보 | تونجكوك تونجبو  | دونغوك تونغبو   | نص الختم ‏ (篆書)، نص كتابي ‏ (隸書)، نص عادي (楷書)، نص تشغيلي ‏ (行書)   |
| 東國通寶 | 동국중보 | تونغكوك تشونغبو | دونغغوك جونغبو  | النص العادي (楷書)                                                      |
| 三韓通寶 | 삼한통보 | سامهان تونغبو   | سامهان تونغبو   | نص الختم (篆書)، النص الكتابي (隸書)، البرنامج النصي قيد التشغيل (行書) |
| 叁韓通寶 | 삼한통보 | سامهان تونغبو   | سامهان تونغبو   | "النص الرسمي"                                                           |
| 三韓重寶 | 삼한중보 | سامهان تشونغبو  | سامهان جونغبو   | النص العادي (楷書)                                                      |
| 海東通寶 | 해동통보 | هايدونغ تونغبو  | هايدونغ تونغبو  | نص الختم (篆書)، نص كتابي (隸書)، نص عادي (楷書)، نص تشغيلي (行書)      |
| 海東重寶 | 해동중보 | هايدونغ تشونغبو | هايدونغ جونغبو  | النص العادي (楷書)                                                      |
| 海東元寶 | 해동원보 | هايدونغ وونبو   | هايدونغ وونبو   | النص العادي (楷書)                                                      |

### الاستشهادات
1. 1 2 3  Jun 2014، صفحة 269.
2. 1 2 3  "Korean Currency". History Net. National Institute of Korean History. مؤرشف من الأصل في 2022-03-24. اطلع عليه بتاريخ 2019-12-07.
3. 1 2 3 4  김동철. 3) 화폐 및 차대법. History Net (بالكورية). National Institute of Korean History. Archived from the original on 2025-06-12. Retrieved 2019-12-29.
4. 1 2 3 4  오경섭. 독특한 형태를 지닌 은병(銀甁)화폐. بنك كوريا (بالكورية). Archived from the original on 2024-11-27. Retrieved 2019-10-03.
5. 1 2 3  Jun 2014، صفحة 276.
6. 1 2 3 4 5 6  원유한. 철전(鐵錢). Encyclopedia of Korean Culture (بالكورية). Academy of Korean Studies. Archived from the original on 2022-12-29. Retrieved 2019-10-13.
7. ↑  Kim 2012، صفحة 122.
8. ↑  Jun 2014، صفحات 261–262.
9. ↑  Kim 2012، صفحات 141–142.
10. 1 2 3  Jun 2014، صفحة 262.
11. ↑  Jun 2014، صفحة 268.
12. 1 2  Jun 2014، صفحة 270.
13. ↑  Jun 2014، صفحات 270–271.
14. 1 2 3 4  Jun 2014، صفحة 271.
15. 1 2 3  화폐의 사용. History Net (بالكورية). National Institute of Korean History. Archived from the original on 2021-01-26. Retrieved 2019-11-04.
16. 1 2 3 4 5 6 7 8 9 10 11 12 13 14 15 16 17 18 19 20 21 22 23 24 25 26 27 28 29 30 31  Lee, Hun-Chang. 고려시대 은화·지폐의 제한적 유통. History Net (بالكورية). National Institute of Korean History. Archived from the original on 2024-11-26. Retrieved 2019-11-04.
17. 1 2 3 4  김재명. 건원중보(乾元重寶). Encyclopedia of Korean Culture (بالكورية). Academy of Korean Studies. Archived from the original on 2020-08-26. Retrieved 2019-10-15.
18. 1 2  건원중보. History Net (بالكورية). National Institute of Korean History. Archived from the original on 2020-08-26. Retrieved 2019-10-15.
19. 1 2  Boling 1988، صفحة 1.
20. 1 2 3  Ashkenazy، Gary. "Korean Coins". Primal Trek. مؤرشف من الأصل في 2025-06-03. اطلع عليه بتاريخ 2019-10-16.
21. ↑  Breuker 2010، صفحات 36–37.
22. 1 2 3  王祖远 (19 Sep 2017). 乾元重宝背东国. Chinese Social Sciences Net (بالصينية). Archived from the original on 2020-08-26. Retrieved 2019-10-15.
23. 1 2 3  Kim 2008، صفحة 304.
24. ↑  陶短房. 古渤海国是否发行铸币?出土开泰元宝或为舶来品. chinanews.com (بالصينية). 广州日报. Archived from the original on 2019-10-22. Retrieved 2019-10-22.
25. 1 2 3 4  표정훈. 의천. Naver Encyclopedia of Knowledge (بالكورية). Archived from the original on 2019-08-12. Retrieved 2019-11-14.
26. 1 2 3  민병하. 은병(銀甁). Encyclopedia of Korean Culture (بالكورية). Academy of Korean Studies. Archived from the original on 2022-10-24. Retrieved 2019-11-28.
27. ↑  Jun 2014، صفحات 271–272.
28. ↑  Ledyard 1995، صفحة 295.
29. 1 2 3 4 5 6  Jun 2014، صفحة 273.
30. 1 2  Ledyard 1995، صفحة 240.
31. ↑  Kim 2012، صفحة 138.
32. ↑  Jun 2014، صفحة 275.
33. ↑  "Refining Silver: "Haifuki Cupellation Method"". Iwami Ginzan World Heritage Center. Shimane Prefectural Government. مؤرشف من الأصل في 2017-02-07. اطلع عليه بتاريخ 2019-12-29.
34. ↑  Carlson 2012، صفحة 157.
35. ↑  Lee 2017، صفحة 52.
36. 1 2 3  Jun 2014، صفحة 274.
37. ↑  Jun 2014، صفحات 274–275.
38. 1 2  "은과 동을 섞어 주조하는 일을 금지하다". Korean History Database (بالكورية). National Institute of Korean History. Archived from the original on 2023-12-04. Retrieved 2020-02-15.
39. ↑  Jun 2014، صفحات 275–276.
40. ↑  von Glahn 2014، صفحة 272.
41. 1 2 3  권인혁. 저화(楮貨). Encyclopedia of Korean Culture (بالكورية). Academy of Korean Studies. Archived from the original on 2020-08-26. Retrieved 2020-04-01.